# 马文·闵斯基
马文·李·明斯基（英語：Marvin Lee Minsky，1927年8月9日—2016年1月24日），生於美国紐約州紐約市，美国科學家，專長於認知科學與人工智能领域，麻省理工学院人工智能实验室的创始人之一，著有几部人工智能和哲学方面的作品。1969年，因為在人工智能領域的貢獻，獲得图灵奖。

## 生平
生於猶太人家庭中，高中就讀菲利普斯学院。高中畢業後，在1944年至1945年間，服役于美国海军，參與第二次世界大戰。1950年于哈佛大学获得数学学士学位，1954年于普林斯顿大学获得数学博士学位。自1958年起在麻省理工学院任教，擔任东芝媒体艺术与科学教授（Toshiba Professor of Media Arts and Sciences）、麻省理工学院电子工程与计算机科学教授，直到他過世為止。
他有數項發明，如1957年發表的共聚焦顯微鏡，1963年發表的頭戴式顯示器。他與西摩爾·派普特共同發展了第一個以Logo語言建構的機器人，命名為海龜（Turtle）。1951年，他設計並建構了第一部能自我學習的人工神经网络機器，SNARC。1952年，他發明會自行關閉電源的無用機器(Useless Machine)
1956年，他與约翰·麦卡锡組織了達特茅斯會議，在這場會議中，人工智慧的概念被提出，在之後形成了一個新的學門。在麻省理工學院，他與约翰·麦卡锡共同創立了人工智慧研究室（MIT計算機科學與人工智慧實驗室的前身）。
閔斯基奠定了人工神经网络的研究基礎。
2016年1月24日，明斯基因腦內出血病逝，享壽88歲。

## 榮譽
明斯基曾获得多项荣誉。他是美国工程院和美国科学院院士，于1969年获得图灵奖，1990年获得日本国际奖，1991年获得IJCAI卓越研究奖，2001年获得富蘭克林獎章。